# Дэвид, барон Брикин
Сэр Дэвид (Давид) де Брикин (англ. David de Brechin; ранее 1278 — август 1320) — шотландский рыцарь и землевладелец, участник войны за независимость Шотландии, сын сэра Уильяма де Брикина и Елены Комин, дочери Александра Комина, графа Бьюкена, представитель побочной линии шотландского королевского дома (Данкельдской династии). Первоначально он был сторонником независимости Шотландии, но после убийства по приказу Роберта I Брюса его родственника, Джона Комина из Баденоха, стал поддерживать английских королей. Позже Джон Брикин несколько раз менял сторону конфликта; попав в очередной раз плен к шотландцам, он согласился поддержать короля Роберта I. В 1320 году был обвинён в участии в заговоре против короля Роберта I и, несмотря на то что он являлся рыцарем, был повешен в Перте.
Некоторые авторы называют Дэвида «цветом рыцарства» (англ. Flower of Chivalry) и говорят о том, что он боролся в Святой земле против сарацинов.

## Происхождение
Дэвид происходил из побочной линии шотландского королевского дома (Данкельдской династии), родоначальником которой был Генри из Брикина (умер 1244/1245), незаконнорожденный сын шотландского принца Давида, графа Хантингдона, младшего брата королей Шотландии Малькольма IV и Вильгельма I Льва. Отец Дэвида, Уильям де Брикин, был сыном Генри из Брикина, точный год смерти которого неизвестен; поскольку тот не предъявлял прав на шотландский трон во время династического кризиса, вызванного смертью королевы Шотландии Маргарет Норвежской Девы, вероятнее всего он умер не позднее июня 1291 года. Мать Дэвида, Елена Комин (умерла после 24 августа 1302), была дочерью могущественного шотландского магната Александра Комина, графа Бьюкена.

## Биография
Дэвид родился не ранее 1278 года, поскольку 10 декабря 1292 года он был ещё несовершеннолетним, хотя и достиг брачного возраста. В августе 1296 года он принёс оммаж королю Англии Эдуарду I; вероятно, к этому моменту барон уже достиг возраста совершеннолетия. Скорее всего, он сражался против англичан в битве при Данбаре, поэтому в 1297 году его обязали служить Эдуарду I во Франции. Вернувшись в Шотландию, Дэвид присоединился к восстанию против английского владычества. 20 августа 1299 года он упоминается как рыцарь в свите Роберта Брюса, графа Каррика, в Пиблсе, а в сентябре 1301 года был ранен во время нападения на английский гарнизон в Лохмабене. В феврале 1304 года Дэвид, как и другие шотландцы, был вынужден подчиниться Эдуарду I, а 7 июля вместе с женой Маргарет вновь принёс оммаж королю Англии.
В феврале 1306 года по приказу Роберта Брюса был убит Джон Комин из Баденоха. Поскольку Дэвид по линии матери был связан родством с Коминами, убийство родственника привело его в лагерь противников Брюса, коронованного под именем Роберта I шотландской короной. В апреле-мае 1306 года Джон Стрэтбоги, граф Атолл захватил замок Брикин, а его владелец оказался в плену. Только после того, как 19 июня 1306 года Брюс и Атолл были разбиты англичанами в битве при Метвене, Дэвид получил свободу.
После освобождения Дэвид был одним из военачальников королей Эдуарда I и Эдуарда II. В июле-августе 1307 он вместе с другими англо-шотландскими аристократами служил в Эре и все вместе одолжили у Ральфа де Монтермара 5000 мерков. После этого Дэвид отправился на север, где был назначен хранителем Абердинского замка. Там он после сентября 1307 года вместе с Джоном де Моубреем, который был защитником земель к северу от реки Тэй, оборонялись от партизанских набегов Роберта Брюса на земли между Абердином и Ивернессом. Сил у них было недостаточно, и в итоге 23 мая 1308 года их войска были разбиты и они бежали в Инверури. Дальше Брюс разорил Бьюкен, захватил Абердин и очистил от своих противников северо-восток Шотландии. В рождество 1308 года пал и Форфар, но вскоре было заключено перемирие, которое защитило оставшиеся позиции англичан в Шотландии.
Из многочисленных распоряжений для шотландских сторонников англичан в это время Дэвид упоминается только в одном, от 8 июля 1308 или 1309 года, когда Эдуард II отправил ему в дар вино. Вероятно, Брикин вновь попал в плен в 1309 году(может быть, в замке Брикин), после чего сделал вид, что подчиняется Брюсу. Но уже 15 июня 1310 года он вновь оказался среди шотландцев, которые стремились поддержать Эдуарда II. С 24 июня 1311 года с 13 воинами Дэвид находился в Данди. Хотя его люди остались в городе, сам он в феврале 1312 года отправился к Эдуарду II в Йорк, чтобы получить помощь для осаждённого гарнизона. В марте 1312 года Брикин сообщил королю об осаде города; 20 апреля он был назначен хранителем Берика с приказом послать людей для снятия осады Данди, однако в к тому времени его гарнизон уже сдался. Когда об этом стало известно, 3 мая Брикин покинул пост хранителя.
Вскоре Брикин снова оказался в шотландском плену: по одной версии, это произошло на пути в Данди, по другой — в битве при Бэннокбёрне. О нём ничего не было слышно до 4 октября 1314 года, когда его жена, Маргарет из Бонкиля, отправилась в Шотландию, надеясь его освободить. Вероятно, угроза конфискации его владений в ноябре 1314 года подтолкнула Брикина присоединиться к Роберту Брюсу, но не сделала его искренним сторонником этого короля. В 1317 году Дэвид через Эндрю Хартли, освобождённого из шотландского плена, вёл переговоры с Эдуардом II, который предложил ему мир, но сам Брикин оставался при этом в Шотландии.
В 1318—1320 годах Брикин засвидетельствовал две хартии Роберта I, прежде чем оказался втянут в загадочный заговор против короля. В августе 1320 года его жена поставила от имени мужа печать на Арбротской декларации папе римскому в защиту независимости Шотландии, а всего через 3 месяца Дэвид вместе с другими обвиняемыми предстал перед шотландским парламентом в Скуне: им инкриминировалась попытка сместить короля. Позже это заседание получило название «Чёрного парламента». Брикин был приговорён к смерти и, несмотря на то что он являлся рыцарем, был повешен в Перте.
Джон Барбор, автор поэмы «Брюс», сообщает, что Брикин пострадал за то, что знал о заговоре и не сообщил о нём. Однако это заявление вызывает сомнения: тот же источник указывает, что идея заговора принадлежала Уильяму де Соулсу, который намеревался сам сесть на трон, при этом в отличие от Брикина он не был казнён, отделавшись тюремным заключением. Сведения, сообщаемые Барбором, восходят к другу Брикина, Ингрему де Умфравилю: находясь в шотландском плену после битвы при Бэннокберне, он написал письмо королю Роберту, умоляя отпустить Брикина в Англию. Вероятнее, что основной целью заговорщиков было восстановление в Шотландии английского господства и возвращение трона Баллиолам. А. Дункан, автор статьи в «Oxford Dictionary of National Biography», полагает, что скорее всего Брикин был глубоко вовлечён в заговор, поэтому и был казнён; при этом некоторые обвиняемые были оправданы, поэтому нельзя обвинять суд в предвзятости, а скорее можно удивляться тому, что Дэвид так долго оставался жив в Шотландии.
Некоторые авторы называют Дэвида «цветком рыцарства» и говорят о том, что он боролся в Святой земле против сарацинов. Барбор называет Брикина «добрым сэром Дэвидом».
От двух браков у Дэвида известен только один ребёнок — дочь Маргарет, которая вышла замуж за сэра Дэвида Баркли, получившего от короля Роберта I владения Брикина.

## Брак и дети
1-я жена: после 1298 Маргарет из Бонкиля (ум. после октября 1314), дочь Александра из Бонкиля, вдова Джона Стюарта из Бонкиля. Дети:
- Маргарет де Брикин; муж: с ок. 1315 Дэвид Баркли из Карни и Киндерслейта (ум. 25 января 1350), барон Карни и Киндерслейта, барон Брикин (по праву жены)[2][3][5].

2-я жена: после 1314 Марджери Рамзи (ум. после 1320), детей от этого брака не было.